# ماریا ایتکینا
ماریا ایتکینا (بلاروسی: Марыя Лявонцеўна Іткіна؛ ۳ مهٔ ۱۹۳۲ – ۱ دسامبر ۲۰۲۰) دونده اهل روسیه بود.
وی در مسابقات کشوری و بین‌المللی در مجموع برندهٔ ۴ مدال طلا، ۱ مدال برنز شده‌است.